# Reid Miller
Pour les articles homonymes, voir Miller.
Reid Miller, né le 27 novembre 1999 à Chattanooga (Tennessee), est un acteur américain. Il est notamment connu pour ses rôles dans les séries télévisées Play by Play et A Girl Named Jo.

## Biographie
Reid Miller est né le 27 novembre 1999 à Chattanooga, dans l'état du Tennessee. Enfant, il déménage ensuite dans l'ouest du Texas.

## Filmographie

### Cinéma
- 2018 : F.R.E.D.I. : Danny
- 2018 : Santa Jaws : Cody
- 2020 : Joe Bell : Jadin Bell[1]
- 2022 : Shriver : Dylan
- À venir : Who Are You People : Arthur
- À venir : The Bell Keeper : Liam
- À venir : Feeling Randy : Randy[2]

### Télévision
- 2014 : About a Boy : un garçon au stade de baseball
- 2015 : Get Educated : Mikey
- 2015 : The Fourth Door : Colin jeune (12 épisodes)
- 2015 : Connect : Henry Voss
- 2015 : Playhouse of Cards : Frank Underwood (4 épisodes)
- 2016 : Esprits criminels : Adam Morrissey
- 2016 : Mr. Student Body President : Evan Bergdorf (2 épisodes)
- 2017 : Rounds : Liam jeune
- 2017 : Training Day : Luke jeune
- 2017 : The Fosters : Andy
- 2017–2019 : Play by Play : Pete Hickey (24 épisodes)
- 2018 : Don't Go Alone : Tommy
- 2018–2019 : A Girl Named Jo : Allen Alvarez (18 épisodes)
- 2019 : You : Goetz
- 2022 : Boo, Bitch : Brad